# Generación del Centenario (Cuba)
La Generación del Centenario fue una generación política de mediados del siglo XX en Cuba. Estuvo conformada, fundamentalmente, por los jóvenes cubanos de finales de la década de 1940 y las décadas de 1950 y 1960.

## Principales exponentes
Fue la generación de jóvenes cubanos que impulsó la lucha armada (1953-1959) que desembocó en la Revolución cubana, triunfada en 1959. Dentro de sus principales exponentes, se encuentran: Fidel y Raúl Castro, Juan Almeida, Camilo Cienfuegos, Ramiro Valdés Menéndez, Abel Santamaría, Raúl Gómez García, Frank y Josué País, José Antonio Echeverría, Armando Hart, entre muchos otros.

## Predecesores
Estuvo precedida por la Generación Revolucionaria de jóvenes cubanos de las décadas de 1920 y 1930, de la cual, son sus principales exponentes Julio Antonio Mella (1903-1929), Rubén Martínez Villena (1899-1934) y Antonio Guiteras Holmes (1906-1935), así como Pablo de la Torriente Brau (1901-1936) y, en menor medida, Eduardo Chibás (1907-1951) y Raúl Roa García (1907-1982). 

## Antecedentes históricos inmediatos
Los antecedentes históricos inmediatos de la Generación del Centenario fueron los de la Revolución del Treinta, en Cuba.